# Араш Лучник
Ара́ш Лу́чник (перс. آرش کمانگیر‎ — Āraš-e Kamāngīr) — героический лучник — одна из центральных фигур иранской народной мифологии. Само по себе слово «Араш» как имя множества людей и технических систем в Иране происходит от этого героя эпоса и это названия их в честь него.
Согласно иранскому фольклору, граница между Ираном и пришлыми кочевниками Турана была установлена стрелой, пущенной Арашем после того, как он положил свою жизнь в выстрел стрелы. Стрела пролетела несколько тысяч километров прежде чем воткнулась в дерево. Миф лежит в основе трактовки по эпосу границы иранских владений по Амударье, которая их отделяла от кочевых степей.

## Происхождение имени и его связь с династиейАршакидов
«Энциклопедия Ираника» пишет, что несколько источников, включая аль-Бируни, считают, что «Араш» родственно имени «Аршак», которое в свою очередь название парфянской династии. Имя имеет парфянский или восточно-иранский эквивалент как «Ардашир», то есть «Артаксеркс», в частности, Артаксеркс II, от которого Аршакиды вели свое происхождение. Иными словами, цари Персии связывали себя с героем эпоса по происхождению. Альтернативной версией мифологического происхождения Аршакидов от Араша является их происхождение от другого мифологического героя Кей-Кобада. В данном случае отсутствует строгий мифологический канон.
Как это характерно для имен из устной персидской традиции, существует множество вариаций имени «Араш». В Авесте имя появляется как «Эрехша» (Ǝrəxša) «быстрой стрелы, имеющей самую быструю стрелу среди иранцев» (Яшт 8.6). Эта форма авестийского языка продолжается в зороастрийском среднеперсидском языке как «Эраш» от которого происходит англизированное «Эрух». Новые персидские формы включают «Эраш», «Ираш» и «Аараш». Имя Араш, как и его производные, крайне популярно в современном Иране в виду мифологического символизма стоящего за ним.

## Суть мифа о лучнике
Легенда об Араше дается с полными подробностями только в источниках исламского периода. Основная версия истории следующим образом, но имеются и другие трактовки мифа отличающиеся в деталях.
В войне между иранцами и ордами пришлых кочевников-туранцев из-за «царской славы» (права владения землей) туранский властитель Афрасиаб окружил силы праведного иранского царя Манучехра. Обе стороны безрезультатно сражаются и соглашаются заключить мир на таких условиях, что любая земля, попадающая на дальность выстрела из лука лучшего иранского лучника, должна быть возвращена иранцам, а остальная часть должна затем перейти к Афрасиабу и его кочевникам . Ангел (по аль-Бируни его зовут Исфандарамад, но в любом случае имеется в виду божественное существо в понятиях зороастризма, вероятно, один из Амеша Спента) дает священное знание праведному Манучехру как сконструировать особый лук и стрелы, а Араша просят быть лучником.
Араш поднимается на гору Демавенд. Затем Араш сливается в одно целое с луком для мощи выстрела и поэтому после выстрела погибает и исчезает, так как остается лишь один лук. Стрела выпущенная Арашем летела сорок дней ходьбы и пролетела это расстояние от рассвета до заката. Стрела впилась на другом берегу Оксуса в ствол орехового дерева и так положила границу по реке

## Поэма Касраи об Араше
История Араша не появляется ни в каких подробностях ни в придворном эпосе, ни в романах, ни в популярной литературе и, если не считать случайных кратких аллюзий, была практически утеряна для персидского литературного мира, пока Эхсан Яршатер не возродил ее в своем Dāstānhā-ye Īrān-e Bāstān в 1957 году. 

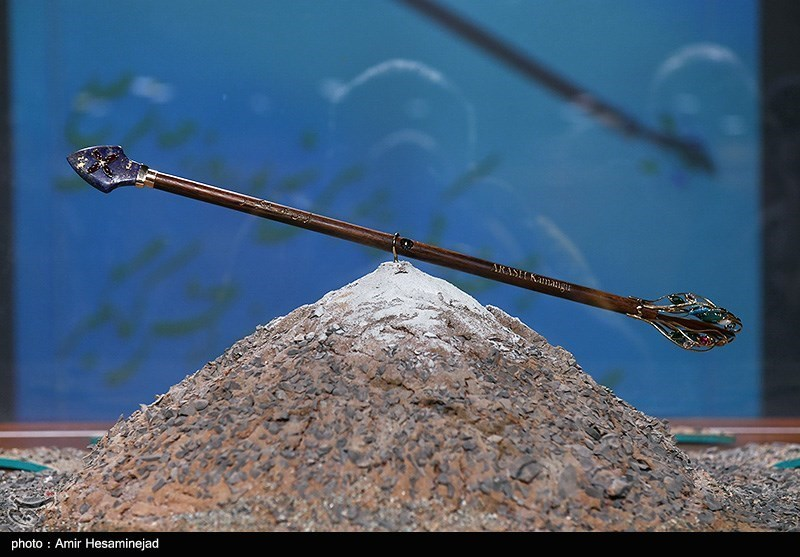
Золотая стрела Араша Карсаи

Однако миф становится популярен в современном Иране после того как Сиаваш Касраи, иранский поэт, написал длинную поэму «Араш-лучник» в 1959 году. Это эпическое повествование, основанное на древнем персидском мифе, изображает героическую жертву Араша ради освобождения своей страны от нашествия диких орд завоевателей.

## Золотая стрела Араша Камангира
Поэма Карсаи послужила основанием для Церемонии золотой стрелы Араша Камангира, которая была введена Всемирным институтом Новруз по случаю Всемирного дня мира. Украшенная золотом и драгоценностями стрела является символом церемонии. По иранской традиции она не вручается кому-то и из литераторов или деятелей, а является общим символом мероприятия.